# 군산시의 시내버스
군산시의 시내버스는 전북특별자치도 군산시를 중심으로 운행하는 군산시의 중요한 대중교통 수단이다. 군산 시내뿐만 아니라 시내 외곽 지역, 김제 청하, 익산  함열, 웅포 등의 타 지역으로도 운행하며, 군산여객, 우성여객의 2개 버스 운수업체가 참여하는 군산시내버스 공동관리위원회에 의해 2025년기준 일반노선47개+야간 1회 운행노선3개 총50개 노선이 공동배차 방식으로 운영되고 있다. 2007년 1월 1일 무료 환승제의 시행과 동시에 꽤 큰 폭의 노선 조정이 있었으며, 이후에는 별다른 조정 없이 유지되고 있다. 2011년 노선이 변동이 있은 후 2017년 4월 10일 노선이 변경되었다. 변경된 노선의 특징은 신시가지(수송동)의 경유노선이 대폭 늘어났다는 점이다.

## 개요
군산시 전지역과 주변 지역을 연결하는 시내버스 운수회사군산여객,우성여객2개의 버스 회사가 노선을 운행하고 있다.

## 역사
- 1990년, 금강하구둑 개통 때에는 하구둑까지 운행을 하지 않아서 시민들에게 불편을 줬다고 한다. 이유는 서천군 농어촌버스와의 대립이라고. #

- 1999년에는 노선체계를 개편하였다. 자세한 개편 사항은 링크를 참조.

- 2004년 3월 5일부터 지능형 교통체계 구축을 위해 BIS40개를 설치할 예정이라고 한다. #

- 2004년 11월 3일 새벽부터 11월 18일까지 파업을 하여 시민들에게 불편을 끼치기도 하였다. #

- 2006년 1월, BIS를 정류장 40개소에 구축하였다.

- 2008년 1월 1일, 현재 군산역의 개통으로 구암현대아파트가 기/종점인 버스를 군산역까지 노선을 연장하였다.

- 2010년 6월 1일부터 비응항을 출발해 새만금방조제를 경유해 가력도를 잇는 노선을 운행하기 시작하였다. #

- 2013년 3월부터 시내버스에 LED 행선지판을 설치하였다. 그리고 BIS를 개편하여서 LCD 버스 정보 전광판을 25개소 주요 정류장에 설치하여 편리함을 주고 있다. #

- 2014년 7월에는 군산시 교통정보센터에서 군산버스정보라는 앱을 만들었는데, 평이 좋지 않다. 차라리 다른 버스정보 앱을 사용하거나 모바일 BIS 사이트를 이용하는게 나을 정도라고.

- 2015년 6월, 군산시 시내버스 읍·면 지역 승강장 15곳에 태양광 발전을 이용한 LED 조명을 설치한다고 한다. 야간에 버스를 이용하는 승객들의 안전사고 예방과 편의 도모를 위해서라고. #

- 2015년 9월 말에는 CNG 요금 체납 때문에 골머리를 앓았다. 아무래도 메르스 사태 등의 여파로 인한 승객감소로 운송 수입금이 크게 감소해서 못 내는 것으로 보인다. 결국 동년 9월 29일 두고두고 못 참았는지 군산도시가스에서 CNG 공급을 정말로 중단했다. 그러나 다행히도 긴급 예산을 지원했는지 그 날을 제외하고는 다시 정상 운행을 했었다.[4]

- 2015년 11월 4일에는 군산시 시내버스 파업으로 임시 시내버스를 운행하게 되었다. 당시 노선 및 시간표 하지만 다행히도 파업은 하루도 안가고 노·사와 협상을 해서 오후 5시에 파업이 끝나고 정상 운행을 시작하였다. #

- 2016년 2월 18일에는 군산시에 따르면 시내버스 노조원들이 기본금 10% 인상과 처우 개선을 요구하며 총 96%가 파업에 강행하겠다고 하였다. 파업은 2월 23일로 예정되었지만 2월 25일 기준으로 아직 확실하지가 않다. #

- 2017년 4월 10일에는 시내버스 노선을 전면 개편하였다. 미장지구개발이 완료될 시기에 맞춰 시내버스 노선의 대개편이 진행되었다.(경장삼거리에서부터 진포로 도로를 개설하였다.) 주요 개편내용을 살펴보면, 이번 개편으로 가장 많은 수혜를 입은 미장동 지역은 종전 1~8, 91번 9개 노선에서 1, 2, 3, 4, 5, 7, 8, 9, 11, 12, 13, 15, 16, 17, 18, 19, 42, 43, 44, 83번을 경유시켜 20개 노선으로 2배 넘게 늘어났고, 비응항[5] 기점 군산역행 83번 노선이 신설되었다. 특히 군산대를 경유하는데, 강의시간과도 시간대가 딱 들어맞아 구암동, 조촌동, 수송동에 거주하는 많은 학생들이 통학용으로 이용한다. 81.82번의 경우 군산대를 출발해 21번 국도를 거쳐 의료원, 구.보건소사거리, 시민회관, 청소년수련관(효자병원)[6], 중앙로, 구역전, 터미널, 이마트, 구암주공아파트, 철새조망대를 거쳐, 성산까지 가는 노선이다.  구역전(해동가축병원)에서 이마트 방면으로 향하는 61, 62, 63, 64, 65, 66, 81, 85, 86번을 제외한 모든 (구역전을 경유한 시청, 대야, 수송동, 조촌동 방면으로 운행하는) 버스들이 현대메트로타워 정문이 있는 '대명길'이라는 골목길을 지나 군산시외버스터미널 정문 건너편으로 지나간 다음 팔마광장을 통과한다. 개편 전에는 시외버스터미널 정문을 지나지 않고 구역전(해동가축병원) 정류장에서 그대로 팔마광장으로 운행하였으나, 초행길이거나 군산시내버스를 잘 모르는 시민, 타지인이 지금은 사라진 팔마광장.터미널 정류장에 내려서 시외버스터미널을 못 찾고 헤매는 경우가 있어 노선을 개편하였다. 이후 5월 15일과 9월 11일에도 민원이 꾸준히 제기되었거나 운행에 있어서 부족한 부분이 있었던 노선을 부분적으로 개편하였다.

- 2018년 2월부터 비응항 ~ 고군산군도를 운행할 99번(비응항 ~ 장자도) 노선에 2층버스 2대를 도입하였다. 김포운수 등의 업체와 같은 MAN 라이온스 더블데커 차종이다. #
  - 2018년 이후 현재 전라북도 공용도색으로 운행하던 우성여객 소속 블루시티 차량 2020호가 상괭이그림 고군산 투어버스 도색으로 운행하고 있다.(99번 노선) 아래 사진은 군산여객 소속 1000호가 투어버스 도색으로 운영되던 당시 모습. 2022년 현재는 에디슨 SMART 087 모델로 대차되었다.

- 2018년 5월 이후 버스승무원 인력이 늘었다. 당해 7월부터 시행되는 근로기준법의 주 52시간 제한 개정에 따른 예비 대책으로, 특히 예비기사가 자주 보이는 편이다. 직원수는 약 250명 이상이다.

- 2018년 6월 17일 군산 장미동 유흥주점에서 방화사건이 일어났다. 5명이 숨지고, 28명이 부상당했다. 구급차로 욺겨졌으나 구급차 부족으로 시내버스를 투입하였다. 해당 노선을 이탈하고 목적지가 아닌 군산의료원에서 도착되었다. 해당차량은 우성여객 그린시티 2010호.

- 2018년 8월 1일 시내버스 무료환승시간을 30분에서 60분으로 늘었다.

- 2019년 3월 22일 군산여객에만 차내 와이파이가 설치되었다.

- 2019년 10월 14일 시내버스 노선이 변경되었다.

- 2020년 기준으로 군산시내버스는 전차량 최대속도가 65km/h으로 리밋이 되어있다. 코로나19로 인한 승객감소로 손실이 발생하자 가스비, 경유값이라도 절감시키기 위함에서다. 실제로 시내버스 회사 매출, 운송수입 감소 및 경영난 탓에 승무사원들의 임금이 일부 체불되는 사태가 벌어지기도 했다. 2021년 7월 이후 기본운임을 200원 인상시켰는데, 현재는 경영환경이 꽤 개선되었을 것으로 전망된다.

- 2022년 1월, 군산시내버스에도 처음으로 전기버스가 도입되었다. 총 5대이며 2021년에 남은 전기저상 보조금으로 출고했다고 한다. 차종은 군산 오식도 산업단지 인근에 2021년 건설된 제작공장이 있는 에디슨모터스의 중형 전기버스 모델 SMART 087이다.

- 2022년 4월, 에디슨모터스 SMART 087 모델에 이어서 SMART 110 전기모델 차종이 도입되었다.

- 2022년 10월, 에디슨모터스 SMART 087, SMART 110 모델에 이어서 SMART 093 모델 차종도 도입되었다.

- 2023년 5월, 군산여객에서 전북특별자치도 시내버스 최초로 우진산전 아폴로 1100 차량을 도입했다.

- 2024년 8월 1일 시내버스 노선이 부분 변경되었다. 14번, 34번 노선이 신설되었으며 일부 노선들은 폐지 및 통, 폐합했다. 동시에 시간표도 부분적으로 조정되었으며 측면에 끼우고 다니던 행선판을 철거하였다. (일부 차량은 끼우는 틀 자체를 없앴다.)

- 2024년 10월 21일 시내버스 시간표가 부분 조정되었다. 35번 노선이 신설되었으며 일부 노선들의 출발시간이 변경되었다.

## 면허 체계
군산여객:전북 71 자 10##
우성여객:전북 71 자 20##

## 운임 및 환승
군산 시내버스의 기본적인 운임은 시계외 추가운임을 제외한 것을 기준으로 다음과 같으며, 현재의 기본 운임 체계는 2014년 2월 15일부터 시행되어 2017년 1월 16일에 요금이 인상되었다.
기본 요금표
| 종류 | 나이                 | 현금 (원) | 카드 (원) |
| ---- | -------------------- | --------- | --------- |
| 일반 | 어른 (대학생 이상)   | 1,600     | 1,550     |
| 일반 | 청소년 (중.고등학생) | 1,300     | 1,250     |
| 일반 | 어린이 (초등학생)    | 800       | 750       |

- 교통카드를 이용할 때 한해서 하차 후 60분 이내에 1인당 1회 다른 노선의 버스로 무료환승이 가능하다. 단, 군산시내로 진입하는 서천군의 농어촌버스와는 환승이 되지 않는다.

구간 요금
군산시의 시내버스는 군산시를 벗어나 시계외 지역으로 이동할 경우 km당 116.14원의 구간 요금이 가산된다. 아래는 2017년 1월 16일 인상 기준 구간 요금표이다.새만금 방조제 노선은 시계내로 간주한다.
| 목적지    | 목적지                 | 현금  | 현금   | 현금   | 카드  | 카드   | 카드   |
| 목적지    | 목적지                 | 성 인 | 청소년 | 어린이 | 성 인 | 청소년 | 어린이 |
| 33번      | 군산시내               | 1,400 | 1,100  | 700    | 1,350 | 1,050  | 650    |
| 33번      | 왈인                   | 1,450 | 1,150  | 750    | 1,400 | 1,100  | 700    |
| 33번      | 장고재                 | 1,600 | 1,250  | 800    | 1,550 | 1,200  | 750    |
| 33번      | 어등                   | 1,700 | 1,400  | 850    | 1,650 | 1,350  | 800    |
| 33번      | 와우                   | 1,850 | 1,500  | 950    | 1,800 | 1,450  | 900    |
| 33번      | 함라지서               | 2,000 | 1,600  | 1,000  | 1,950 | 1,550  | 950    |
| 33번      | 간성                   | 2,100 | 1,700  | 1,050  | 2,050 | 1,650  | 1,000  |
| 33번      | 회선                   | 2,300 | 1,800  | 1,150  | 2,250 | 1,750  | 1,100  |
| 33번      | 간교                   | 2,400 | 1,900  | 1,200  | 2,350 | 1,850  | 1,150  |
| 33번      | 미곡처리장             | 2,500 | 2,000  | 1,250  | 2,450 | 1,950  | 1,200  |
| 33번      | 함열여고               | 2,800 | 2,200  | 1,400  | 2,750 | 2,150  | 1,350  |
| 53번      | 군산시내               | 1,400 | 1,100  | 700    | 1,350 | 1,050  | 650    |
| 53번      | 서면삼거리             | 1,450 | 1,150  | 750    | 1,400 | 1,100  | 700    |
| 53번      | 웅포삼거리             | 1,600 | 1,250  | 800    | 1,550 | 1,200  | 750    |
| 36번 37번 | 군산시내               | 1,400 | 1,100  | 700    | 1,350 | 1,050  | 650    |
| 36번 37번 | 청하검문소             | 1,450 | 1,150  | 750    | 1,400 | 1,100  | 700    |
| 36번 37번 | 동촌 청하면            | 1,600 | 1,250  | 800    | 1,550 | 1,200  | 750    |
| 36번 37번 | 대청정미소 신금 청하산 | 1,700 | 1,400  | 850    | 1,650 | 1,350  | 800    |
| 36번 37번 | 청하중                 | 1,850 | 1,500  | 950    | 1,800 | 1,450  | 900    |
| 72번      | 군산시내 놀이공원      | 1,400 | 1,100  | 700    | 1,350 | 1,050  | 650    |
| 72번      | 송내삼거리             | 1,700 | 1,400  | 850    | 1,650 | 1,350  | 800    |
| 72번      | 삼연                   | 1,850 | 1,500  | 950    | 1,800 | 1,450  | 900    |
| 72번      | 장항 신우주유소        | 2,000 | 1,600  | 1,000  | 1,950 | 1,550  | 950    |
| 72번      | 어리 한국요양병원      | 2,100 | 1,700  | 1,050  | 2,050 | 1,650  | 1,000  |
| 72번      | 계동                   | 2,300 | 1,800  | 1,150  | 2,250 | 1,750  | 1,100  |
| 72번      | 서천                   | 2,400 | 1,900  | 1,200  | 2,350 | 1,850  | 1,150  |

## 노선 목록
- 군산시 시내버스 노선은 총 2025년 1월 10일기준 50개로, 특정지역을 권역으로 묶어 권역별로 노선 번호를 붙인다. 즉, 앞자리는 '권역 번호', 뒷자리는 '일렬 번호'가 부여된다.
- 83번, 99번 노선을 제외하고는 모든 노선이 터미널을 지나도록 노선이 구성되어 있다.
- 기·종점은 크게 세 곳으로, 0번대, 10번대, 83번은 금강미래체험관, 8, 9, 20번대~70번대, 81, 82, 86번, 88~89번은 미룡주공1차아파트, 85번은 비응항이 있다. 참고로 시내 구간이나 큰 읍·면 지역은 노선들의 공통 구간이 많아서 배차가 짧아 괜찮지만, 종점 방면까지[1] 갈 때에는 노선을 잘 보고 타는 것이 좋다.
- 예전에는 칠성동(미성동)에서 기·종점인 노선도 많았으나, 개편되면서 이 때 기·종점이 칠성동이었던 차량은 현재 모두 미룡주공이 기점이고 이 구간 수요는 소룡동, 미성동 경유 노선으로 대체되었다.
- 번호대를 보면 대략 어느 지역으로 가는지 알 수가 있다. 자세한 것은 아래 노선 목록을 참조하면 알 수가 있다.
- 2017년 9월 11일 시내버스 노선을 전면 개편하였다.
- 2018년 8월 7일 97번 노선이 신설되었다. 막차노선들이 새로운 번호를 부여받았다.
- 2024년 8월 1일 군산시 시내버스 노선의 부분개편이 이루어졌다. 이때 14번, 34번 노선이 신설되었으며, 기존의 군산역 기점은 모두 금강미래체험관으로 연장되었다. 지간선제로의 전환을 위한 시범으로 임피면, 서수면, 대야면 일부의 노선이 대폭 축소,변경되었고 기존의 마을 깊숙히 가던 노선은 행복콜버스(DRT)로 대체되었다.
- 2024년 10월 21일 군산시 시내버스 노선이 일부 조정되었다. 금강미래체험관이 기·종점인 노선들의 출발시간이 변경되었으며[2], 35번 노선이 신설되었다.

### 미성동 방면
| 번호 | 기점              | 주요 경유지 | 종점         | 배차간격                  |
| 01   | 금강미래체험관    | 군산역-구암주공-제일고-시청-롯데마트-시립도서관-터미널-구시장(왕),중앙로(복)-해망동-소룡사거리-미성사거리-비석거리-옥서면                                      | 군산공항     | 평일 1시간 (공휴일 2시간) |
| 02   | 금강미래체험관    | 군산역-구암주공-제일고-시청-롯데마트-시립도서관-터미널-구시장(왕),중앙로(복)-시민회관-소룡사거리-미성사거리-성남동-옥서면                                      | 신하제       | 2시간                     |
| 03   | 금강미래체험관    | 군산역-구암주공-제일고-시청-롯데마트-시립도서관-터미널-구시장(왕),중앙로(복)-시민회관-소룡사거리-미성사거리                                                    | 타운•당매    | 2시간                     |
| 07   | 금강미래체험관    | 군산역-구암주공-제일고-시청-롯데마트-시립도서관-터미널-구시장(왕),중앙로(복)-시민회관-소룡사거리-전북외고-연안여객터미널-변전소사거리-5부두-오식도             | 비응항환승장 | 평일 1시간 (공휴일 2시간) |
| 08   | 미룡주공1차아파트 | 군산대학교-은파호수공원-영창신일@-의료원-롯데마트-군산세무서-시청사거리-터미널-구시장(왕),중앙로(복)-해망동-소룡사거리-해성-열대자-변전소사거리-열병합사거리   | 비응항환승장 | 2시간                     |
| 09   | 미룡주공1차아파트 | 군산대학교-은파호수공원-영창신일@-의료원-롯데마트-군산세무서-시청사거리-터미널-구시장(왕),중앙로(복)-해망동-소룡사거리-열대자-장산도-변전소사거리-열병합사거리 | 비응항환승장 | 2시간                     |
| 99   | 군산대정문[3]     | 산업도로-엑스포사거리-가도사거리-비응항환승장-야미도삼거리-신시도입구-신시도-무녀도-선유도-장자도                                                              | 선유도보건소 | 1시간                     |

### 옥구읍 방면
| 번호 | 기점           | 주요 경유지 | 종점             | 배차간격                  |
| 11   | 금강미래체험관 | 군산역-구암현대-제일고-경포초교-미장지구-롯데마트-터미널-구시장(왕),중앙로(복)-시민회관-군산대학교-옥구읍                             | 군산컨트리클럽   | 평일 1시간 (공휴일 2시간) |
| 12   | 금강미래체험관 | 군산역-구암현대-제일고-경포초교-미장지구-롯데마트-터미널-구시장(왕),중앙로(복)-시민회관-군산대학교-옥구읍                             | 오산촌, 신하제   | 2시간                     |
| 13   | 금강미래체험관 | 군산역-구암현대-제일고-경포초교-미장지구-롯데마트-터미널-구시장(왕),중앙로(복)-시민회관-군산대학교-옥구읍                             | 오산촌, 군산공항 | 2시간                     |
| 14   | 금강미래체험관 | 군산역-구암현대-제일고-경포초교-미장지구-롯데마트-터미널-구시장(왕),중앙로(복)-시민회관-군산대학교                                    | 남수라, 군산공항 | 2시간                     |
| 15   | 금강미래체험관 | 군산역-구암현대-제일고-경포초교-미장지구-롯데마트-터미널-구시장(왕),중앙로(복)-시민회관-군산대학교-옥구읍                             | 수산, 신평       | 2시간                     |
| 16   | 금강미래체험관 | 군산역-구암현대-제일고-경포초교-미장지구-롯데마트-터미널-구시장(왕),중앙로(복)-시민회관-군산대학교-옥구읍                             | 상평, 김제촌     | 2시간                     |
| 17   | 금강미래체험관 | 군산역-구암현대-제일고-경포초교-미장지구-롯데마트-터미널-구시장(왕),중앙로(복)-시민회관-군산대학교-옥구읍                             | 한서울           | 평일 2시간 (공휴일 4시간) |
| 18   | 금강미래체험관 | 군산역-구암현대-제일고-사정삼거리-미장아이파크-삼성쉐르빌-경문교-터미널-구시장(왕),내항사거리(복)-해망동-월명터널-시민회관-군산대후문 | 신관동           | 3시간                     |
| 19   | 금강미래체험관 | 군산역-구암현대-제일고-사정삼거리-미장아이파크-삼성쉐르빌-경문교-터미널-구시장(왕),내항사거리(복)-해망동-월명터널-시민회관-군산대     | 개사동           | 3시간                     |

### 서해초교 • 예술의전당 • 대야 방면
| 번호 | 기점              | 주요 경유지 | 종점             | 배차간격                  |
| 21   | 미룡주공1차아파트 | 군산대학교-영창신일@-예술의전당-현대코아-중앙로-터미널-시청-개정-대야-탑동-호원대-서수-임피중                  | 임피(남상삼거리) | 평일 1시간 (공휴일 2시간) |
| 24   | 미룡주공1차아파트 | 군산대학교-영창신일@-예술의전당-현대코아-중앙로-터미널-시청-개정-대야-초산-창오-진장-대명삼거리-신성           | 원서포           | 2시간                     |
| 25   | 미룡주공1차아파트 | 군산대학교-영창신일@-예술의전당-현대코아-중앙로-터미널-시청-개정-대야-초산-창오-창안-대명삼거리-원주곡         | 나포문화         | 2시간                     |
| 27   | 미룡주공1차아파트 | 군산대학교-영창신일@-예술의전당-현대코아-중앙로-터미널-시청-개정-대야-외덕-왕산-석곡-술산초교-호원대1길-계산   | 임피역           | 2시간                     |
| 28   | 미룡주공1차아파트 | 군산대학교-영창신일@-예술의전당-현대코아-중앙로-터미널-시청-개정-대야-외덕-구절-남산-호원대1길-계산            | 임피역           | 2시간                     |
| 31   | 미룡주공1차아파트 | 군산대학교-서해초교-나운삼성@-현대코아-중앙로-터미널-시청-개정-충량-아산-발산-대야시장                         | 석화             | 2시간                     |
| 32   | 미룡주공1차아파트 | 군산대학교-서해초교-나운삼성@-현대코아-중앙로-터미널-시청-개정-와룡-아산-문화마을-대야시장                     | 석화             | 2시간                     |
| 33   | 미룡주공1차아파트 | 군산대학교-서해초교-나운삼성@-현대코아-중앙로-터미널-시청-개정-대야-구절-임피-관운정-함라면-함열읍             | 익산시청북부지사 | 2시간                     |
| 34   | 미룡주공1차아파트 | 군산대학교-서해초교-나운삼성@-현대코아-중앙로-터미널-시청-개정-대야-구절-임피-임피중-옥하-서수농공-관운정      | 함라초등학교     | 4시간                     |
| 35   | 미룡주공1차아파트 | 군산대학교-서해초교-나운삼성@-현대코아-중앙로-터미널-시청-개정-대야-구절-임피-임피중-석화-월암-서수농공-관운정 | 함라초등학교     | 4시간                     |
| 36   | 미룡주공1차아파트 | 군산대학교-서해초교-나운삼성@-현대코아-중앙로-터미널-시청-개정-대야-신창-대청-청하중학교-청하산-신창(이후동일) | 청하중학교       | 2시간                     |
| 37   | 미룡주공1차아파트 | 군산대학교-서해초교-나운삼성@-현대코아-중앙로-터미널-시청-개정-대야-신창-신금-청하중학교-대청-신창(이후동일)   | 청하중학교       | 2시간                     |

### 시민회관 • 회현 • 대야 방면
40번
| 번호 | 기점              | 주요 경유지                                                                                    | 종점                | 배차간격                  |
| 41   | 미룡주공1차아파트 | 군산대학교-시민회관-삼학동-터미널-시청-옥산-대위-회현-옥흥-경창                                | 증석 • 대야체육센타 | 평일 1시간 (공휴일 2시간) |
| 42   | 미룡주공1차아파트 | 군산대학교-시민회관-삼학동-터미널-시청-군산세무서-롯데마트-당북초교-옥산-대위-회현-광지산-월평 | 월하 • 오봉         | 2시간                     |
| 43   | 미룡주공1차아파트 | 군산대학교-시민회관-삼학동-터미널-시청-군산세무서-롯데마트-당북초교-옥산-대위-회현-구평        | 용연 • 오봉         | 2시간                     |
| 44   | 미룡주공1차아파트 | 군산대학교-시민회관-삼학동-터미널-시청-군산세무서-롯데마트-당북초교-칠다리-금성-회현-광지산    | 용화 • 대야체육센타 | 평일 1시간 (공휴일 2시간) |

### 성산 • 나포 • 임피 • 장항 • 서천 방면
| 번호 | 기점              | 주요 경유지 | 종점                    | 배차간격                  |
| 52   | 미룡주공1차아파트 | 군산대학교-소룡사거리-나운사거리(극동사거리)시민회관-군산상일고등학교-명산사거리-미원동-터미널-시청-동군산병원-구암주공아파트-성산-군장대-나포-원나포                        | 불지사입구              | 2시간                     |
| 53   | 미룡주공1차아파트 | 군산대학교-소룡사거리-나운사거리(극동사거리)시민회관-군산상일고등학교-명산사거리-미원동-터미널-시청-동군산병원-구암주공아파트-성산-군장대-나포-원나포                        | 신방.웅포(웅포면사무소) | 2시간                     |
| 54   | 미룡주공1차아파트 | 군산대학교-소룡사거리-나운사거리(극동사거리)시민회관-군산상일고등학교-명산사거리-미원동-터미널-시청-동군산병원-구암주공아파트-성산-군장대-나포-원나포                        | 와촌.흥법(산간마을)     | 평일 1시간 (공휴일 2시간) |
| 60   | 미룡주공1차아파트 | 군산대학교-산북동-소룡사거리-나운사거리(극동사거리)-시민회관-군산상일고등학교-명산사거리-중앙로.터미널-이마트.철길마을-구암주공아파트-성산-창오                              | 임피(남상삼거리)        | 1시간                     |
| 61   | 미룡주공1차아파트 | 군산대학교-산북동-소룡사거리-나운사거리(극동사거리)-시민회관-군산상일고등학교-명산사거리-중앙로.터미널-이마트.철길마을-경암동오투그란데아파트-정자마을-군산역-둔덕-성산-창오 | 임피(남상삼거리)        | 평일 1시간 (공휴일 2시간) |
| 71   | 미룡주공1차아파트 | 군산대학교-의료원-영창신일@-시민회관-명산동-미원동-터미널-경포초교-제일고등학교-구암주공-내항-동백대교                                                                       | 장항터미널              | 평일 1시간(공휴일 2시간)  |
| 72   | 미룡주공1차아파트 | 군산대학교-영창신일@-예술의전당-시립도서관-삼학동-터미널-경포초교-제일고등학교-군산역입구-하구둑-송내리                                                                      | 서천터미널              | 평일 1시간 (공휴일 2시간) |

### 시내선 • 비응항 방면
| 번호 | 기점              | 주요 경유지 | 종점           | 배차간격                              |
| 58   | 미룡주공1차아파트 | 군산대학교-옥정-군부대-상평-칠다리-보건소-미래와여성-터미널-중앙로-이마트-구암삼거리-성산-창오-대명 | 나포문화       | 2.5시간                               |
| 59   | 미룡주공1차아파트 | 군산대학교-옥정-군부대-상평-칠다리-보건소-미래와여성-터미널-중앙로-이마트-구암주공-하구둑-서포-신성-주곡-입점-축산리                                                                                            | 임피           | 2시간                                 |
| 81   | 미룡주공1차아파트 | 군산대학교-의료원-영창신일@-시민회관-청소년수련관-중앙로-터미널-이마트-제일고등학교-송호-만동-성산-창암 | 기린마을(여방) | 2시간                                 |
| 82   | 미룡주공1차아파트 | 군산대학교-의료원-영창신일@-시민회관-청소년수련관-중앙로-터미널-이마트-구암주공-하구둑-상흥-마동 | 성산파출소     | 2시간                                 |
| 83   | 금강미래체험관    | 군산역-구암주공-제일고-시청-롯데마트-의료원-동원중-군산대-내초도-교통공원-한성필하우스-현대중공업 | 비응항환승장   | 1시간                                 |
| 85   | 비응항환승장      | 현대중공업-오식도-변전소사거리-연안여객터미널-전북외고-소룡사거리-영창신일@-의료원-수송동신-롯데마트-미원동-터미널-이마트-시청법원-간호대-동고-군산역                                                           | 금강미래체험관 | 1시간                                 |
| 86   | 미룡주공1차아파트 | 군산대학교-산북초교-소룡사거리-나운사거리-신일영창@-의료원-시립도서관-삼학동-터미널-경찰서-푸르지오@-제일고-간호대-동고                                                                                         | 동안마을       | 평일 1시간 (공휴일 4의배수 시간 감회) |
| 88   | 미룡주공1차아파트 | 군산대학교-소룡사거리-소룡제일@-월명터널-명산사거리-우진아파트-현대코아-수송현대@-미원동-터미널-경찰서-더샵@-제일고-운동장-개정-북내-남내-옥산-대려-금성-회현중학교-양수장-용화-구율-남내-봉동-운동장(이후동일) | 회현중학교     | 3시간                                 |
| 89   | 미룡주공1차아파트 | 군산대학교-소룡사거리-소룡제일@-월명터널-명산사거리-우진아파트-현대코아-수송현대@-미원동-터미널-경찰서-더샵@-제일고-운동장-봉동-남내-구율-용화-양수장-회현중학교-금성-대려-옥산-남내-북내-개정-운동장(이후동일) | 회현중학교     | 3시간                                 |

### 2.7. 야간 1회 운행노선
| 번호 | 기점              | 주요 경유지                                                                                       | 종점         | 운행시간     |
| 10   | 철새조망대        | 군산역-구암주공-제일고-경포초교-미장지구-롯데마트-군산고-터미널-구시장-중앙사거리-시민회관-군산대 | 옥구읍       | 22:10        |
| 20   | 미룡주공1차아파트 | 은파호수공원-영창신일@-예술의전당-현대코아-중앙로-터미널-시청-개정-대야                           | 무지개아파트 | 22:01        |
| 30   | 미룡주공1차아파트 | 은파호수공원-서해초교-나운삼성-현대코아-중앙로-터미널-시청-개정-대야                              | 임피         | 21:31, 22:11 |
|      |                   |                                                                                                   |              |              |

특이하게 40번,60번은 야간노선이 아니다
특이하게 모든노선이 모두상행으로만 운행한다.

## 시내버스 차량
- 쏠라티 디젤 : 군산여객 5대, 우성여객 5대가 교통 오지노선인 행복 콜 버스로 운행하고 있다.
- 카운티 뉴 브리즈 디젤 : 2021년 4월에 출고했으며, 99번고정 운행 차량이며 기존에 출고했던 2015년식 현대 블루시티[1] 조기대차분이다.
- 그린시티 천연가스버스 : 2014 ~ 2016년까지 출고했었다.[2]
- 그린시티 F/L 천연가스버스 : 2020년 ~ 2021년까지 군산여객에서만 7대를 출고하였으며, 해당 출고분을 마지막으로 고상버스 도입이 끊겼다.
- 뉴 슈퍼 에어로시티 F/L 천연가스버스 : 2024년 기준, 2016 ~ 2018년식 차량이 운행 중이다.[3] 익산시, 전주시와는 다르게 2차 F/L(개선형) 모델은 출고하지 않았다.
- 저상 뉴 슈퍼 에어로시티 F/L 천연가스버스 : 2024년 기준, 2017 ~ 2018년식 차량이 운행 중이다.[4]
- 저상 뉴 슈퍼 에어로시티 2차 F/L 천연가스버스 : 2018년에 2대, 2019년과 2020년에 1대씩 출고해 총 4대가 운행 중이며, 전기버스를 도입한 이후론 출고가 끊겼다.

#### 2.1.2. 자일대우버스
- 레스타 디젤 : 2018년 12월에 1대 출고했으며, 교통 소외지역에 행복 콜 버스로 운행하고 있다.[5] 후술하겠지만 2023년 하반기에 군산여객과 우성여객 모두 2015년식 자일대우버스 NEW BC211 천연가스버스를 조기대차하면서 군산시 시내버스 최후의 자일대우버스가 되어 버렸다.

#### 2.1.3. KGM커머셜
- SMART 087 : 2022년 1월, 전북특별자치도 최초로 출고된 KGM커머셜 차량이며 총 5대를 도입하였다.
- SMART 093 : 2022년 10월, 우성여객에서 3대 출고했다.
- SMART 110 : 2022년 4월, 우성여객에서 5대를 출고하는 것을 시작으로 현재까지 도입하고 있으며, 우성여객의 주력 운행 차종으로 2024년 12월 23일 기준 31대가 도입됐다.

#### 2.1.4. 우진산전
- 아폴로 1100 : 군산여객이 2023년 5월에 3대 도입을 시작으로 현재까지 2025년 1월 10일 기준 23대가 도입됐다.
- 아폴로 1100 V2 2025년 2월 25일 기준 5대 도입됬다
- 품질 문제로 뒷라이트가 고장나고 하차벨이 먹통되는 차량이 많다.
- 전북에서는 최초로 우진산전에서 충전기를 지원받았다

### 2.2. 과거 운용 차종
여기서 천연가스버스가 아닌 디젤 버스는 2009년 5월 21일을 기점으로 모두 대차된 것이 특징이다.

#### 2.2.1. 현대자동차
- 에어로타운 디젤 : 군산여객에서 운행했다.
- RB520L 디젤 : 1980년대 말에 출고했다.
- 에어로시티 540L 디젤 : 1990년대 초반에 출고했다.
- 에어로시티 도시형버스 540L 디젤 : 1990년대 말에 출고했다.
- 슈퍼 에어로시티 도시형버스 L 천연가스버스 : 2003~04년에 출고했다.
- 뉴 슈퍼 에어로시티 도시형버스 L 천연가스버스 : 2005~07년에 출고했다.
- 블루시티 저상 천연가스 하이브리드버스 : 2015 ~ 2016년에 출고하였으며, 이는 전북 최초 블루시티 출고이다. 한때는 최대 8대까지 운행했으나 2025년 기준 8대 모두 내구연한 9년도 못 채우고 조기대차 및 면허말소되었다.

#### 2.2.2. 자일대우버스
- 대우버스 BM090 로얄미디 디젤 : 2000년대 초반에 많이 출고했다.
- 대우버스 BS090 로얄미디 천연가스버스 : 2006년에 마지막으로 출고한 차량이 2014년 12월 중에 저상 뉴 슈퍼 에어로시티로 대차되었다.
- 대우 BF101(Q) 디젤
- 대우 BF105 디젤 : 1990년대 초중반까지 출고했고, 사실상 군산 시내버스의 마지막 중대형 프론트엔진 버스다.
- 대우 BS105 디젤 : 1980년대 말에 출고했다.
- 대우 BS106 하이파워 디젤 : 1990년대에 많이 출고했고, 1998년에 마지막으로 출고한 차량이 2009년 3월 말에 대차되었다.
- 대우버스 BS106 로얄시티 디젤 : 1990년대 말부터 2000년대 초까지 출고했다.
- 대우버스 BS106 로얄시티 천연가스버스 : 2006년에 마지막으로 출고한 버스가 2015년 1월에 마지막 남은 차량인 블루시티로 대차하면서 NEW BC211을 출고하기 전(~2015년 10월)까지는 대우버스가 없게되었다.
- NEW BC211 천연가스버스 : 효성에서 만든 탄소섬유 천연가스버스 용기를 장착한 8~9년 만에 출고하는 대우버스이며, 우성여객은 2023년 7월 하순 에디슨 스마트 110, 군산여객은 동년 9월 중순 아폴로 1100으로 조기대차되었다.

#### 2.2.3. 기아자동차
- AM937L 디젤 : 서울출신 중고차로 1997년형 고전고 냉방도시형 차량이다.

#### 2.2.4. MAN
- MAN 라이온스 더블데커 : 전북특별자치도(출고 당시엔 전라북도) 최초로 출고했던 2층버스이다. 허나 문서를 보면 알 수 있듯이 워낙 잦은 잔고장으로 인해 도입 2년 만에 운행을 중단했으며 그렇게 한참 방치되어 있다가 우성여객 소속은 2023년 7월 스마트 110으로 조기대차되었으며, 군산여객 소속은 면허가 말소되었다가 2024년 3월 우진산전 아폴로 1100을 출고하면서 면허가 부활하였다.

## 3. 기타
2025년 1월 10일 기준으로 차량은 총 131대가 있다고 한다. 군산여객 66대와 우성여객 65대로 총 131대다.
- 2003년부터 버스를 천연가스버스로 출고를 하기 시작하였다. 이렇게 대차를 하고 천연가스버스 차량으로만 출고를 하더니 결국 2009년 5월 21일에 전국 최초로 모든 버스를 천연가스버스로 대차했다. # 이는 서울 등 대도시보다도 빠른 것이었다.
- 2009년부터 뉴 슈퍼 에어로시티 저상버스를 출고하기 시작하였고 지금도 꾸준히 출고 중에 있다.
- 2009년 3월에는 군산시 시내버스의 마지막 대우 하이파워 차량을 대차하였다.
- 2014년부터 2016년까지 대부분의 버스를 중형버스인 그린시티로 대차했었다. 이유는 버스 승하차객 감소로 인한 중형화라고 한다.
- 2014년 12월 중에는 BS090을 초저상 버스로 대차를 하여 대우버스는 한동안 BS106 차량 1대밖에 남지 않게 되었다.
- 2015년 1월 초에 시범적으로 출고했는지 모르겠지만 블루시티를 2대 출고하였다. 결국 이 대차[8]를 마지막으로 원주시처럼 전 차량 현대버스로만 구성되어 있는 동네가 되었다. 그러나...[9]
- 2015년 8월, 8~9년 만에 우성여객에서 대우버스인 탄소섬유 CNG 용기를 장착한 BC211을 출고한다는 카더라 소식이 있었다!
- 2015년 9월 말, 우성여객만 출고한 줄 알았던 BC211이 군산여객에서도 출고했고 동년 10월부터 운행을 시작하였다. 어째 수원여객, 경남여객이랑 하는 짓이 비슷하다? 전라북도에서 효성의 탄소섬유 CNG 용기를 장착한 차량을 구매하면 보조금이 지급된다는 조건 때문에 출고한 것이다. 실제로 현대상용차 전주공장이 근처에 있는 전주, 군산의 업체들은 현대자동차 외의 타 회사 차량 출고하는 일을 꺼린다고 한다. 2층버스의 경우엔 현대차에서 제작하질 않으니 어쩔 수 없다 쳐도...
- 2015년 말부터 2016년까지 갑자기 블루시티 차량을 많이 출고하게 되었다. 그래서 그런지 이 기간 전에는 위에 언급한 2대밖에 없었으나 현재는 우성여객 차량을 포함해서 총 5대다.[10] 후술하지만, 2015호는 차량 고장이 심해 통상 9년인 영업용 버스 내구연한을 다 채우지 못 하고 6년 만에 조기폐차되었다.
- 2016년 말부터 뉴 슈퍼에어로시티 유로6 CNG차량을 다시 출고하게 되었다. 화영운수, 대전시내버스, 경남여객처럼 내구연한을 9년 채우고 칼대차를 한다.
- 2018년부터 시내버스 차량을 2대 증차하였다. 운행초기 이 두 차량은 군산시내버스 차량 중 버스내 BIS 안내용 GPS장비(버스 운전석 좌측에 내비게이션처럼 생긴 장비)가 없는 차량들이었다. 군산시내버스 차량 내 설치된 GPS장비의 경우 2013년 ~ 2014년 경 116대 차량에 설치할 장비를 한꺼번에 구매한 후 설치된 것들인데, 기존 차량을 대차한 신차량들은 이 GPS장비를 이전 설치하면 되지만 2018년 1월, 군산시내버스 전체차량들 중 2대가 증차되었는데, 이 증차분은 내부에 GPS 장비 자체가 없는 채로 운행했었다. 이유는 그 당시 군산시에서 자체적으로 BIS 개선사업을 시행 중이었기에(후술하지만, 개선 사업이 완료되면 다음 지도&카카오맵 등에서도 버스 운행정보가 제공될 예정), 기존에 군산시에서 별도의 GPS 장비를 설치하여 서비스하는 방식에서 카드 단말기 안에 GPS장치를 부착하는 방식으로 전환되었기 때문에 구형 단말기 설치를 하지 않았던 것이다.(서울특별시 시내버스에서 사용중인 LTE 단말기를 생각하면 된다.)
- 2018년 2월, 독일에서 2층버스인 MAN 라이온스 더블데커 차종을 도입하여 99번(비응항~장자도 관광용, 고군산군도 교통정체, 주차장 부족문제 등의 해소목적)으로 운행하고 있다.
- 군산시내버스의 저상버스에 장착되는 자동변속기는 블루시티의 AMT를 제외하고는 100% ZF 에코라이프 6단이다.
- 2021년 4월, 군산시내버스에서 최초로 현대 카운티를 출고시켰다. 관련 게시글 2015년 산 현대 블루시티였던 우성여객 소속 2015호의 대차분인데, 엔진을 비롯해 차량 곳곳에 잔고장이 심해, 작년인 2020년 11월 중순부터 계속 차고지에 방치되어 있다가 6년 만에 조기 폐차시키고 중형버스인 카운티로 대차시켰다는 비하인드 스토리가 있다. 본 기사 내용 중 "버스업계는 경영 쇄신과 계속되는 승객 감소에 대응하기 위하여 10개 읍면 지역의 3개 노선씩을 대상으로 약 5년여에 걸쳐 15인승 소형버스를 투입할 계획이다." 라는 내용이 있는데, 지간선제 도입을 위한 징조가 아니냐는 시각도 있다.
- 2021년 하반기에는 저상 전기버스를 도입한다고 했었다. 마침 2021년 8월 완공된 에디슨모터스의 군산공장에서 중형 전기버스가 생산된다는 소식이 전해졌고, 현재 승객 수요 감소로 현대 그린시티 같은 9m 이하 중형 모델을 위주로 출고중인 군산시내버스기에, 에디슨 스마트 087 차종을 도입하는 것이 유력하다고 전해졌었는데, 결국 2021년 12월 제작분 에디슨 스마트 087 차종이 2022년 1월에 5대가 도입되었다.
- 2022년 4월, 에디슨모터스의 SMART 087 차종에 이어서 SMART 110 전기모델이 우성여객을 통해 5대 도입되었다. 관련 게시글 사실 상기 언급한 군산공장에서는 SMART 087 차종만 생산하고 110 모델은 함양공장에서 생산하지만, 군산 향토기업을 지원하겠다는 목적으로 도입된 것으로 추정된다. 2022년 들어 에디슨 중형모델은 강영권 대표 구속 여파로 군산을 제외하면 도입 업체가 사실상 없다시피 하다. 하지만 이웃 완주군에 공장이 있는 현대 일렉시티 타운이나 범한자동차 E-STAR 8을 구매할 가능성도 없지 않다. 태영운송그룹의 김해시 시내버스 4사에서 굴리는 골든드래곤 GD나 CRRC 그린웨이720를 도입하려 했으나 후보에서 무산됐다.
- 2023년 5월, 군산여객에서 전라북도 시내버스 최초로 우진산전 아폴로 1100을 3대 도입했다. 이후 천연가스버스를 출고하지 않고 전기버스만 출고한다. 7월에는 우성여객에서도 아폴로 1100을 도입하려다가 에디슨모터스 공장가동 재개 및 정비 편의성으로 스마트 110 3대를 선회 도입했다. 2023년 1월 저상버스 의무정책으로 인해 군산여객은 우진산전 아폴로1100, 우성여객은 KGM커머셜 스마트 110만 위주로 출고한다.

## BIS
- 위에서 보았듯이 지능형 교통체계 구축을 위해 BIS 시스템을 구축하여서 2006년 1월부터 운영을 하기 시작하였는데, 초기에 구축한 BIS 기기는 영 좋지 않았다. 우선 주요 정류장에 BIS를 설치하였는데 그 모양이 가로등 LED 전광판이었었고 특히 버스가 많이 지나가는 정류장에 BIS를 설치하였는데 오는 버스는 3대까지 밖에 보지 못하고 경유하는 구간을 볼 수가 없는등의 단점이 있어서 군산대나 터미널같이 버스가 많이 지나가는 구간에서는 많은 불편을 주었다. 그래도 2013년부터 이 기기들을 모두 철거하고 2014년 경부터 LCD 패널을 이용한 BIS 기기를 다시 설치하여서 이 문제점들은 해결되었다.
- 정시성에서 약간 신뢰성이 떨어지는데, 대략 ±3분 정도가 차이가 난다. 어떨 때는 버스가 도착 전인데 버스는 이미 통과하거나 아니면 곧 도착이라고 뜨는경우도 있는데 버스내 네비게이션 비슷한 GPS장비가 썩 양호한 상태가 아니거나 BIS장비가 신호를 빨리 캐치하지 못하거나 하는 등의 이유로 위치정보 송.수신이 3~4분 가량 지연되는 경우가 일어난다. 근데 이것보다 더 큰 문제점은 가끔씩 버스내 GPS장비를 끄거나 고장난 채로 운행하는 버스도 있다는 것이다. 그래서 BIS에 해당 버스 위치정보가 조회되지 않거나 갑자기 정류장을 한꺼번에 건너뛰어 포착되는 경우가 나온다. 그래도 군산시에서 주기적으로 BIS를 관리중에 있고, 최근엔 소프트웨어와 통신방식(TRS → LTE)도 교체되어 지금은 그나마 많이 나아진 상태. 아직도 BIS가 특정 정류장에서 멈추는 등 원활하게 돌아가지 않는다...
- 여담으로 모바일로 버스 도착 정보를 보러면 앱 스토어에 "군산버스"를 입력해서 앱을 설치하거나 사이트로도 볼 수가 있으나, 사이트의 디자인이 직관적이지 않아 많이 불편하다는 단점이 있다.
- 2016년 7월 30일에 군산시내버스의 모든 차량을 싹다 삼원FA LCD 단말기로 교체하였다. 와.. 한번에 교체를 하다니. 대단하다.
- 앱의 경우, 행정자치부 지침(민간서비스의 활성화와 정보제공의 중복을 최소화함)에 따라 2017년 10월 31일 종료되었다.
- 2017년 10월부터 2018년 4월까지(2018년 3월까지 시험가동 후 4월에 사업 완료 예정) BIS개선사업을 진행하여, 5월 중에 준공되었다. 이 때 운영통신방식이 TRS(2G) 방식에서 LTE 방식으로의 전환 작업이 완료되었다.
- 2018년 5월, 군산시 교통정보센터 홈페이지 → 사이트의 팝업창을 통해 올라온 공문에 따르면, 6월 말 TMAP에서의 정보 제공을 시작으로, 이어서 다음 지도&카카오맵 , 네이버 지도에서도 7월 말 경 부터 실시간 버스 정보를 확인할 수 있게 된다고 한다. 드디어 민간서비스에서도 실시간 버스 도착 정보를 확인할 수 있게 되는 것이다.
- 2024년 8월부터 카카오맵에서 초정밀 버스 시스템을 지원하기 시작하였다.

1. 1 2  시내버스 요금 변경(인상) 안내, 군산시청 교통행정과, 2017년 1월 5일 작성.